# Jamaal Wilkes
Jamaal Abdul-Lateef (nascido Jackson Keith Wilkes; Berkeley, 2 de maio de 1953), conhecido como Jamaal Wilkes, é um ex-jogador de basquete norte-americano que foi campeão da Temporada da NBA de 1979-80 jogando pelo Los Angeles Lakers.